# هايلي
 هايلي هو تطبيق مواعدة عبر الإنترنت online dating application يستخدم التعلم الآلي لمطابقة الشركاء المحتملين. تم تصميم التطبيق  كاختصار لـجملة "Hey, I Like You"  الإنجليزية، وهو مصمم للتوصية بالتطابقات المحتملة من خلال تحليل خلفيات المستخدمين واهتماماتهم ونشاط التطبيق. يشمل التسجيل في التطبيق الجنسين الذكور منهم والإناث.
مبدئيًا، تم إصدار هايلي  في أغسطس 2017. وفقًا لـ  TechCrunch، كان لدى التطبيق 35000 مستخدم خلال المرحلة التجريبية المغلقة في أكتوبر 2017. اكتسبت هايلي لاحقًا مستخدمين إضافيين من خلال شراكة مع Snapchat. في أغسطس 2019، تم الإبلاغ عن وجود 5 ملايين مستخدم في التطبيق.

## التاريخ
شارك في تأسيس هيلي يان برونين  وأليكس باسيكوف. نشأ مفهوم التطبيق من خلفية برونين المهنية في التحليلات والنمذجة الإحصائية. تم تصميم التطبيق لربط الشركاء المحتملين على أساس اهتماماتهم المشتركة، بدلاً من الموقع الجغرافي والانجذاب الجسدي. في 14 أغسطس 2017، تم إطلاق التطبيق في الولايات المتحدة. في مارس 2019، تم إصداره أيضًا في المملكة المتحدة وأيرلندا وفرنسا.
في أغسطس 2019، تم الإبلاغ عن أن التطبيق يحتوي على 5 ملايين مستخدم ويحتل مرتبة بين أفضل ثلاثة تطبيقات مواعدة في إنفاق المستهلك الأمريكي للربع الثاني من عام 2019.

## عملية
توظف هايلي التعلم الآلي والخوارزميات الإحصائية. يحلل البيانات مثل عمق الحوار واختيار الكلمات والإعجابات المتبادلة لتحديد الملفات الشخصية ذات الاحتمالية العالية للمطابقة. في أغسطس 2018، علق Aime Williamsمن مجلة FT Magazine بأن مراقبة هايلي للتبادلات اللفظية للمستخدمين «تخطو إلى الأمام» أكثر من تطبيقات الشبكات الجغرافية الاجتماعية المنافسة.
تقتضي منصة المستخدم التحقق من الحساب من خلال التقاط صورة حية، وتحميل صورة للهوية الرسمية ID، أو تكامل الوسائط الاجتماعية. في سبتمبر 2017، أشار جوشيا موتلي، رئيس التحرير في KnowTechie ، إلى عملية التحقق من Hily بقوله: «على الرغم من عدم وجود نظام مثالي، إلا أنها خطوة واعدة في الاتجاه الصحيح».

## نموذج العمل
يتم توزيع هايلي تحت نموذج عملfreemium. التطبيق مجاني للتنزيل والاستخدام، بينما يتم الوصول إلى ميزات إضافية عبر خطة اشتراك مدفوعة.

## روابط خارجية
- الموقع الرسمي